# 강모

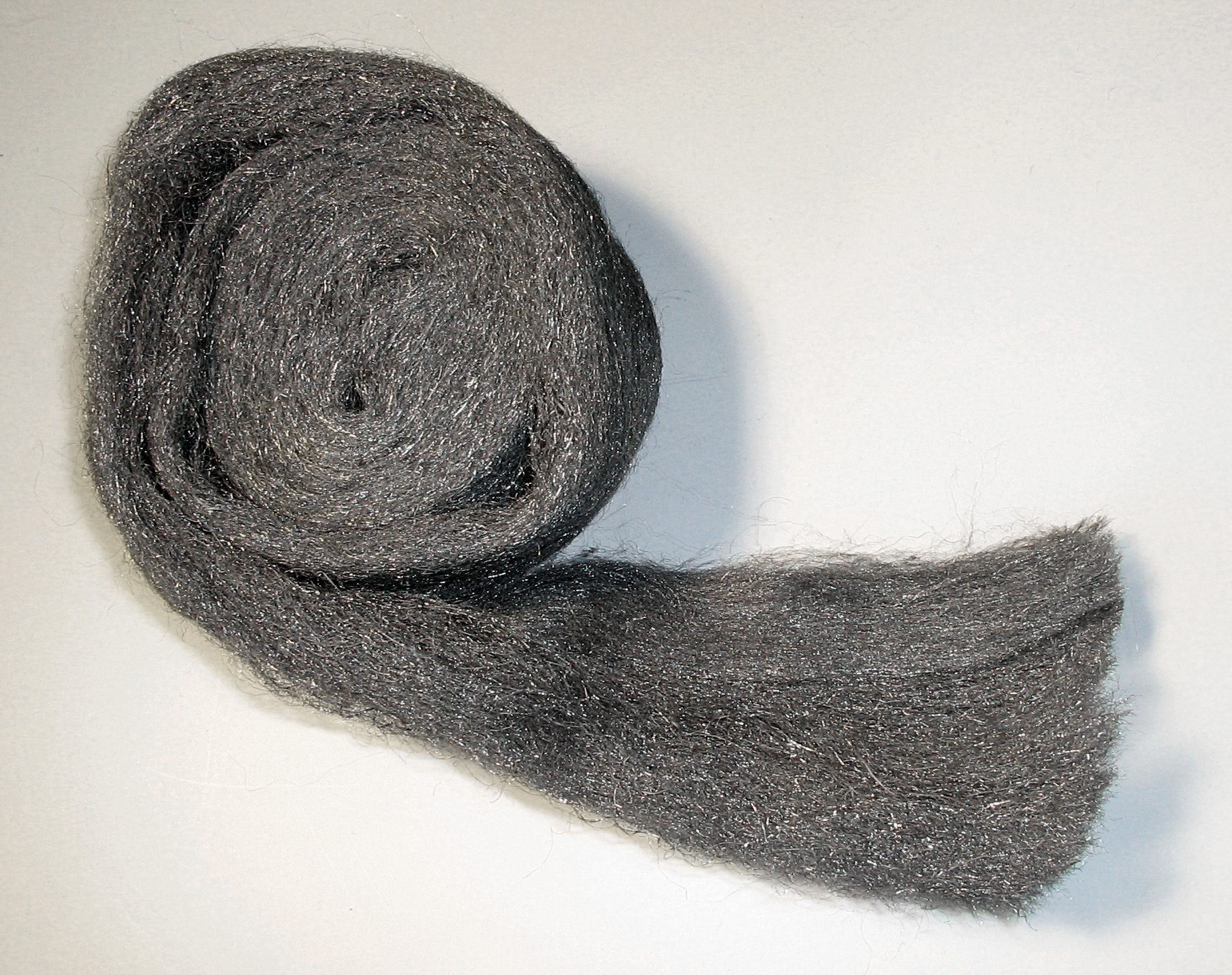
쇠수세미

강모(鋼毛, Steel wool)는 유연하고 날카로운 강철 철사를 솜처럼 엮은 것이다. 1896년 발명되었다. 목재나 금속 물체를 연마하는 마무리 및 수리 작업, 가정용 조리기구 청소, 창문 청소, 표면 샌딩 작업에 연마제로 사용된다.
강모는 브로칭과 유사한 공정을 통해 저탄소강으로 만들어지며, 여기서 무거운 강철 와이어를 톱니형 다이를 통해 당겨 얇고 날카로운 와이어 부스러기를 제거한다.

## 이용
강모는 목공예가, 금속 공예가, 보석상이 작업 표면을 깨끗하고 매끄럽게 하고 빛을 내기 위해 일반적으로 사용된다. 그러나 오크나무에 사용하는 경우 남은 철의 흔적이 목재의 탄닌과 반응하여 파란색 또는 검은색 철 얼룩을 생성할 수 있으며, 알루미늄, 황동 또는 기타 비철금속 표면에 사용하는 경우 녹이 슬고 무뎌질 수 있고 표면을 변색시킨다. 브론즈 울과 스테인리스 강모는 이러한 바람직하지 않은 효과를 일으키지 않는다.
강모는 유리와 도자기의 전문적인 청소 공정에 자주 사용된다. 왜냐하면 강모는 일반 연마재처럼 밑에 있는 표면을 긁지 않고 침전물을 긁어낼 수 있기 때문이다. 많은 국가에서 비누에 함침된 강모 패드는 브릴로 패드(Brillo Pad), 초어보이(Chore Boy), 가정용 청소용 S.O.S 비누 패드 등 다양한 상품명으로 판매되었지만, 이러한 제품에는 더 이상 강모가 포함되어 있지 않은 경우도 있다.
강모의 또 다른 용도는 설치류 방제이다. 작은 구멍은 거친 등급의 쇠수세미로 막혀 있는데, 설치류가 이를 갉아먹으면 입에 극심한 통증을 일으키고, 삼키면 심각한 내부 손상을 입어 사망에 이를 수도 있다.
강모를 가열하거나 녹슬게 하면 산소와 철의 결합으로 인해 질량이 증가한다.
강모는 단면이 미세하여 공기 중에서 가연성이 있다. 많은 불꽃이 튀는 라이트 페인팅도 하나의 응용 분야이다. 매우 미세한 강모는 젖어도 타거나 불이나 스파크에 의해 발화되거나 배터리를 연결하여 줄 열을 생성할 수 있기 때문에 긴급 상황에서 부싯깃으로 사용할 수도 있다.

## 같이 보기
- 암면
- 연마